# Berserker: la morte azzurra
Berserker: la morte azzurra (Berserker The Blue Death) è un romanzo di fantascienza del 1985 dello scrittore statunitense Fred Saberhagen appartenente alla serie sui Berserker.

## Trama
L'Umanità combatte da secoli contro i Berserker, un'antica razza guerriera robotica votata alla distruzione totale delle specie viventi nella Galassia. Una colonia spaziale mineraria subisce l'ennesimo attacco da un'astronave Berserker conosciuta il Leviatano o La Morte Azzurra, che viene puntualmente respinto, non senza aver lasciato la propria scia di sangue, tra le vittime la figlia appena sposatasi del direttore della colonia, Niels Domingo.
L'uomo, distrutto dal dolore e animato da sete di vendetta, vaga per il cosmo a bordo della propria astronave armata per scovare il Leviatano, affiancato dalla figura ambigua di Sergei e da un alieno dotato di poteri telepatici, uno degli ultimi scampati allo sterminio della propria specie da parte dei Berserker. Come il Capitano Achab, alla caccia della Balena Bianca, Domingo, anche egli provvisto di una protesi di una gamba, qui una parte robotica del nemico, si interroga sull'epoca oramai mitica in cui l'Uomo doveva combattere ed uccidere i propri simili.

### Edizioni
- Fred Saberhagen, Berserker: la morte azzurra, collana Urania 1233, traduzione di Giuliano Acunzoli, Arnoldo Mondadori Editore, 1994.